# Фельфе, Вернер
Ве́рнер Фе́льфе (нем. Werner Felfe; 4 января 1928, Гросрёрсдорф, Баутцен — 7 сентября 1988, Восточный Берлин или Штрасбург, Нойбранденбург) — немецкий политик, член Политбюро ЦК СЕПГ.

## Биография
Фельфе получил торговое образование. В 1945 году вступил в Коммунистическую партию Германии, в 1946 году — в Союз свободной немецкой молодёжи. До 1953 года занимал различные должности в районных управлениях СЕПГ в Каменце и Флёе, а также в земельном управлении Саксонии. В 1953 году обучался в Высшей партийной школе имени Карла Маркса, до 1957 года являлся вторым секретарём Центрального совета ССНМ. В 1954—1958 годах Фельфе являлся председателем молодёжного комитета Народной палаты ГДР, в 1954—1963 годах являлся кандидатом, затем членом ЦК СЕПГ.
В 1957—1960 годах Фельфе работал заместителем председателя и председателем районного совета Чопау, до 1963 года — председателем окружного совета Карл-Маркс-Штадта. В 1963—1965 годах обучался в Промышленном институте Дрезденского технического университета. По окончании работал заместителем начальника отдела, а с 1966 года — секретарём по вопросам пропаганды и агитации при ЦК СЕПГ.
В 1968 году Фельфе был назначен вторым секретарём, а в 1971 году — первым секретарём окружного управления СЕПГ в Галле, сменив на этом посту Хорста Зиндермана. С 1973 года Фельфе являлся кандидатом, а с 1976 года — членом Политбюро ЦК СЕПГ и Национального совета обороны ГДР. В качестве секретаря ЦК СЕПГ по вопросам сельского хозяйства Фельфе с 1981 года внедрял изменения курса по сельскому хозяйству, предусматривавшие отмену разделения животноводческого и растениеводческого производств, ликвидацию бюрократии и экономный подход к ресурсам.
В западногерманском журнале Der Spiegel от 8 августа 1988 года Фельфе был назван одним из возможных преемников Эриха Хонеккера. Журнал предположил, что смена руководства произойдёт осенью 1989 года, удобным поводом могло стать празднование 40-летия со дня основания ГДР. Другими кандидатами в преемники Хонеккера были названы Эгон Кренц, Зигфрид Лоренц и Гюнтер Шабовски. Спустя месяц после этой публикации Вернер Фельфе скоропостижно скончался в возрасте 60 лет от острой сердечной недостаточности. Похоронен в Мемориале социалистов на Центральном кладбище Фридрихсфельде в Берлине.

## Публикации
- Die Aufgaben bei der weiteren Verwirklichung der Beschlüsse des X. Parteitages der SED und des XII. Bauernkongresses der DDR in der Land-, Forst- und Nahrungsgüterwirtschaft, Berlin 1983
- Unsere marxistisch-leninistische Agrarpolitik in Durchführung der Beschlüsse des X. Parteitages der SED. Auf dem Weg zum 35. Jahrestag der DDR, Berlin 1984
- 40 Jahre demokratische Bodenreform — 40 Jahre erfolgreiche Agrar- und Bündnispolitik der SED, Berlin 1985
- Alles mit den Menschen — alles für die Menschen. Ausgewählte Reden und Aufsätze, Berlin 1987